# 天正札
天正札，是十六世紀日本仿照葡萄牙遊戲牌印製的傳統牌具。

## 歷史
十六世紀，葡萄牙人與日本商業貿易，葡萄牙遊戲牌也傳到日本。牌具有聖杯、棍棒、硬幣、寶劍四門花色，序數牌一到十二，每種一張，共四十八張。日本之後也仿效生產，稱為天正札。於日本當地化時，張數、圖案、花色數皆有變化，這些地方札被歸納為天正札的體系，其中最流傳廣泛的變體是株札。
江戸時代幕府禁止這類牌具，因此有人將序數牌改成無花色符號的圖案，花札因此誕生。還有花色變為五色的嗚吋札。

### 四門花色

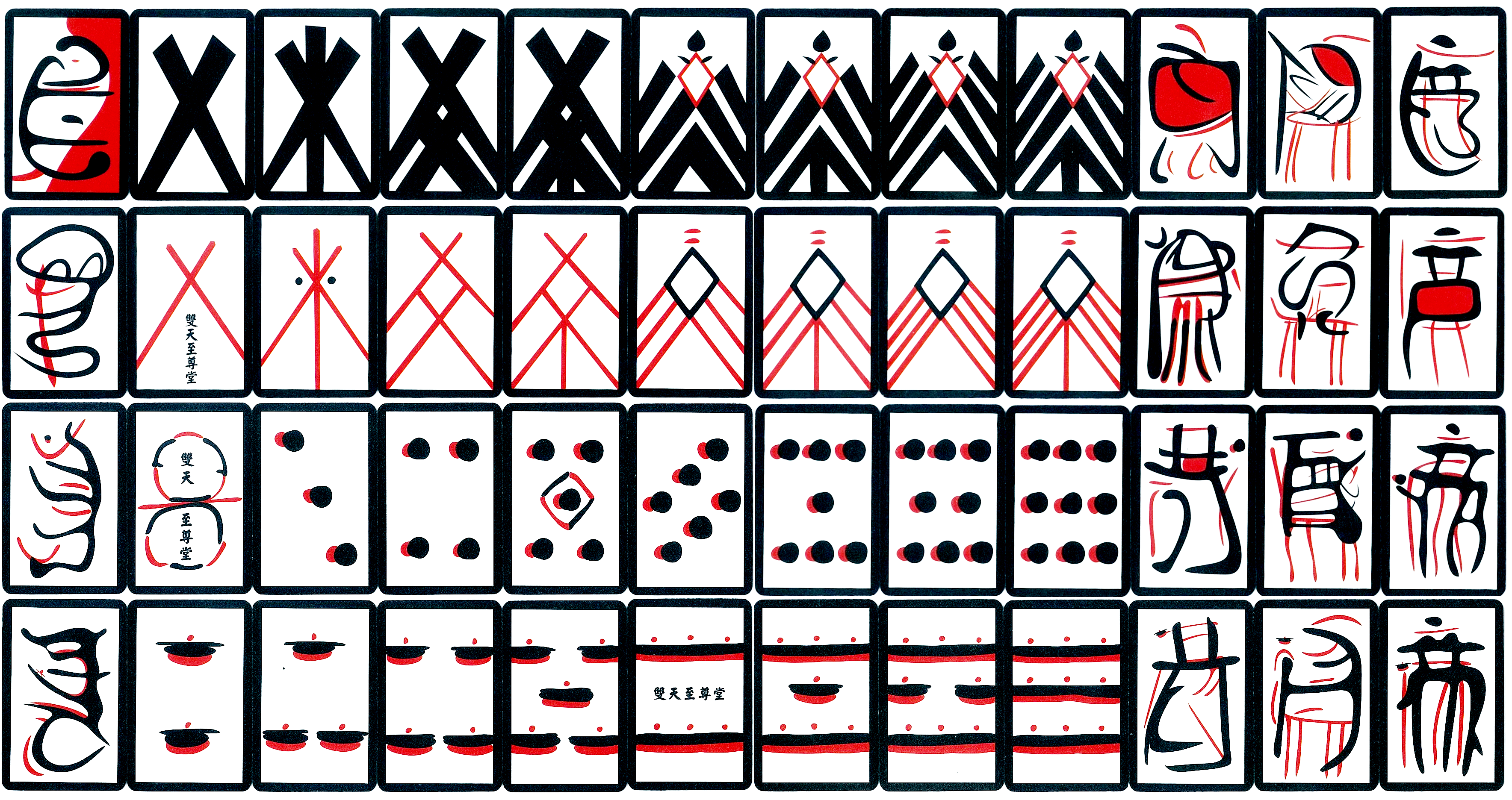
小松札

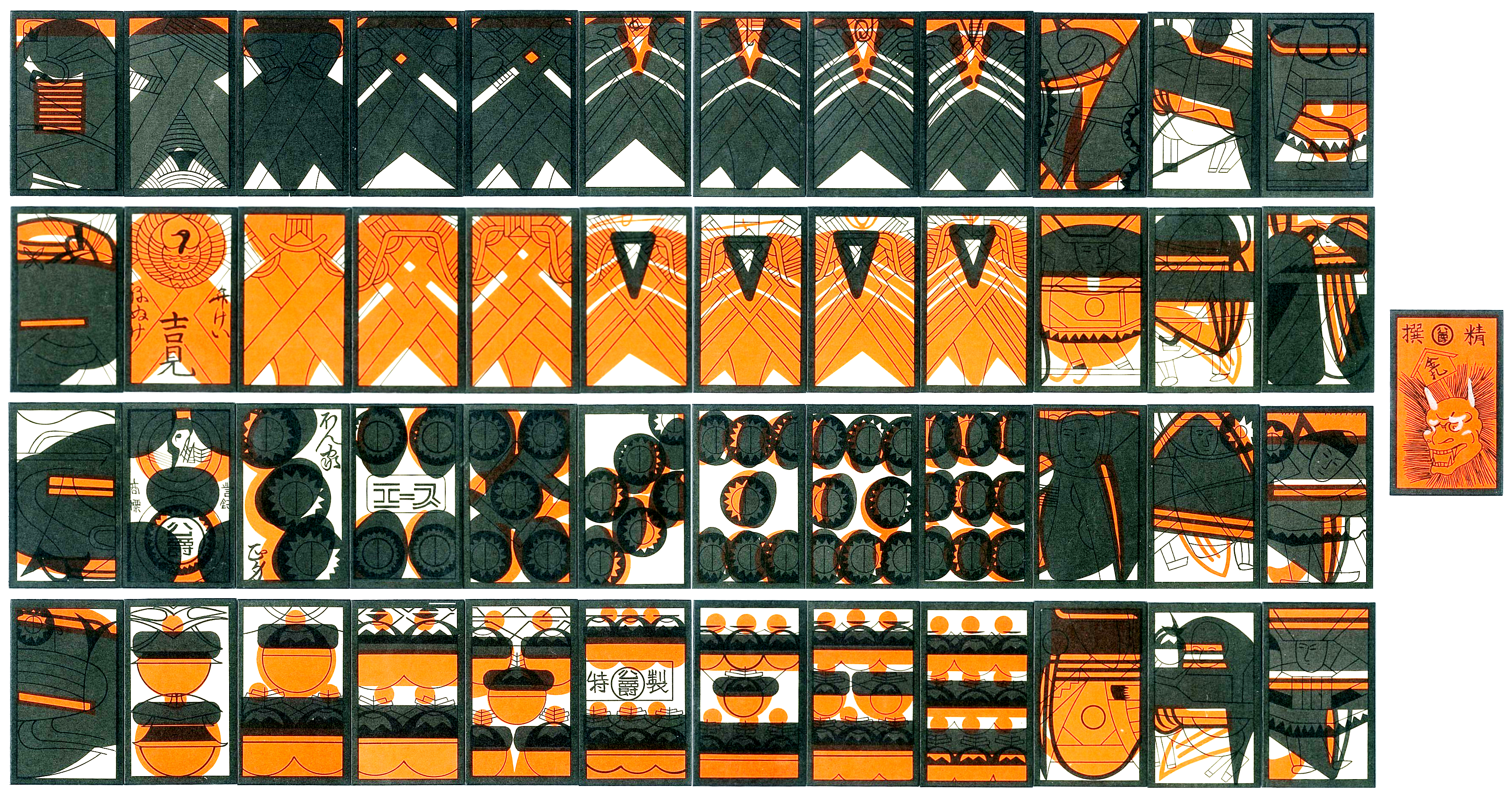
黒札

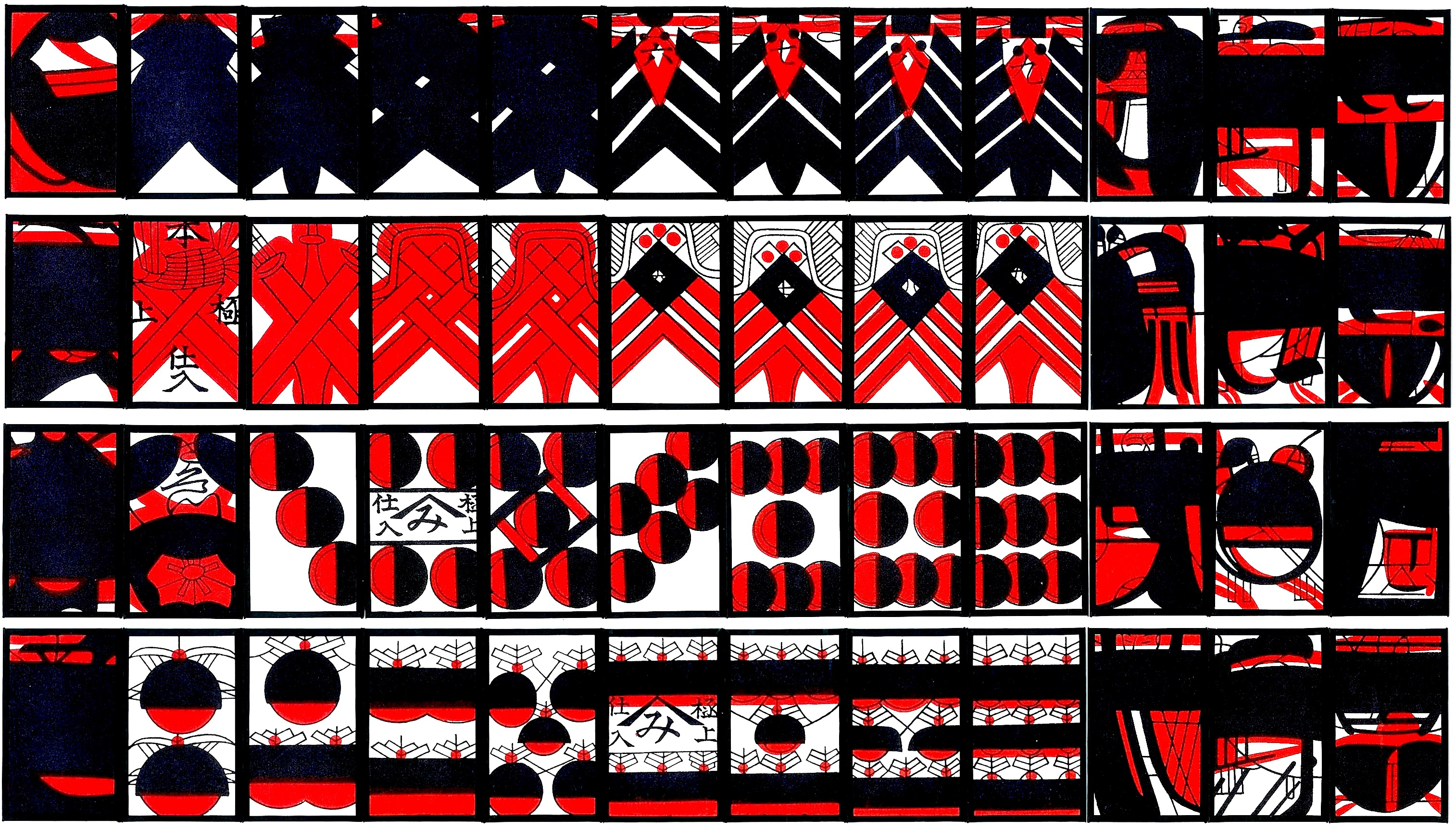
櫻川札

保留原先四門，張數最多增一到兩張鬼牌、或空白牌。
| 名稱     | 地區                                 |
| -------- | ------------------------------------ |
| 伊勢     | 滋賀、岐阜、愛知、三重               |
| 赤八     | 京都、大阪、兵庫、奈良、和歌山、岡山 |
| 小松     | 福井、石川                           |
| 金極     | 鳥取                                 |
| 三ツ扇   | 新潟、富山、福井                     |
| 福徳     | 福井、石川、富山                     |
| 惣金福徳 | 福井、石川、富山                     |
| 黒札     | 青森、岩手                           |
| さくら川 | 北陸                                 |

### 一門花色
只剩棍棒、或硬幣的一門花色。除入の吉、金青山保留一到十二的序數牌外，其他變體的序數牌只剩一到十，張數多剩四十張，有些增一到兩張鬼牌、或空白牌。

#### 棍棒花色
| 名稱   | 地區                   |
| ------ | ---------------------- |
| 株札   | 京都、大阪、兵庫、奈良 |
| 入の吉 | 三重、和歌山           |
| 金青山 | 三重、奈良、和歌山     |

#### 硬幣花色

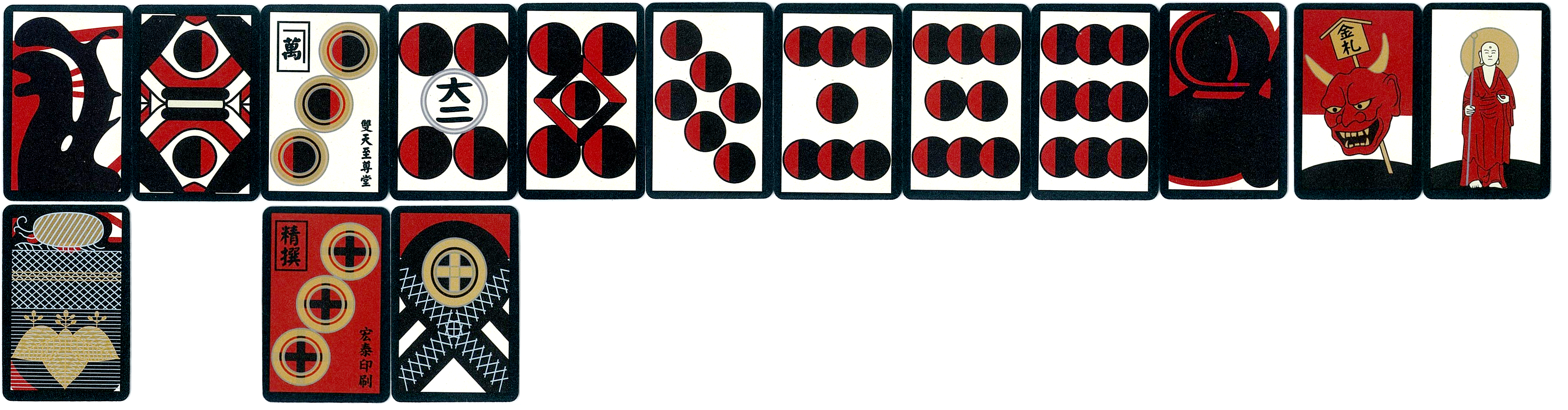
大二札

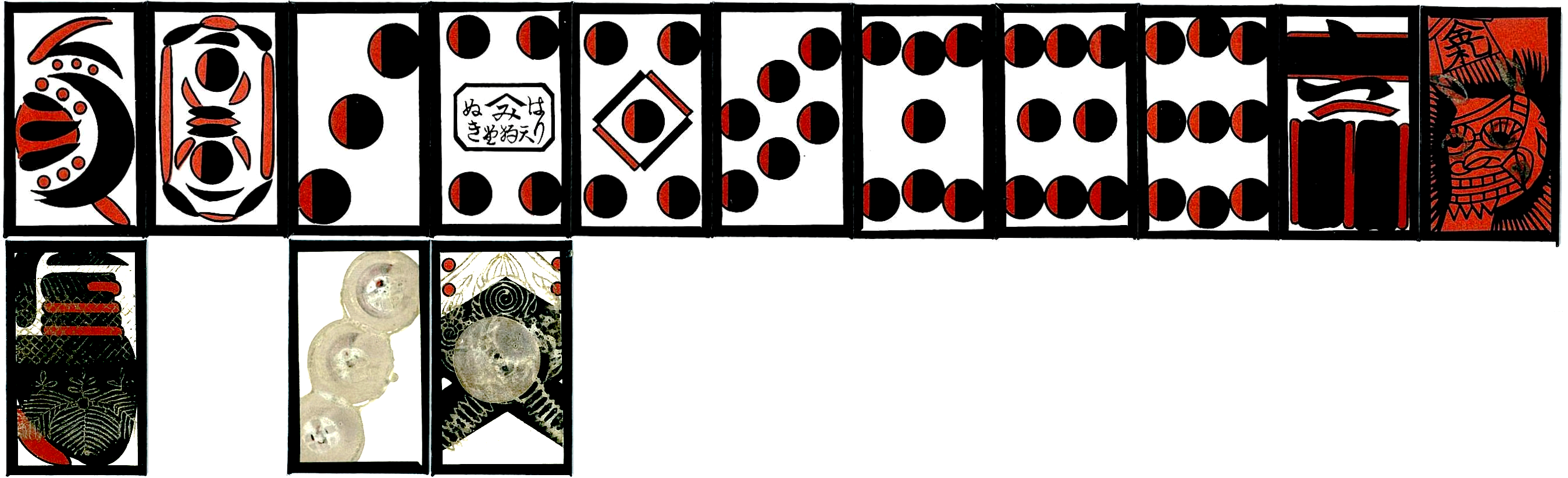
小丸札

| 名稱   | 地區                   |
| ------ | ---------------------- |
| 小丸   | 兵庫、岡山、広島、山口 |
| 九度山 | 鳥取、島根             |
| 目札   | 徳島、愛媛、香川、高知 |
| 大二   | 西日本                 |